# Martiel
Martiel – miejscowość i gmina we Francji, w regionie Oksytania, w departamencie Aveyron. W 2013 roku jej populacja wynosiła 1022 mieszkańców. 

## Zabytki
Zabytki w miejscowości posiadające status monument historique:
- opactwo Loc-Dieu (fr. Abbaye de Loc-Dieu)
- dolmen du Bois de Galtier
- dolmen du Devès n°2
- dolmen de Marie-Gaillard